# Taipan
Taipan (Oxyuranus scutellatus) är en art i släktet taipaner (Oxyuranus) som tillhör familjen giftsnokar. Taipanen finns längs Nya Guineas södra kust, på Melvilleöarna och i norra och nordöstra Australien. 
Den kan bli över 3 meter lång och lika tjock som en mans arm. Färgen är ljust till mörkt brun, ibland nästan svart. Den förekommer oftast i fruktodlingar och sockerrörsplantager, där den lever på små gnagare. När ormen inte är i rörelse ligger den ofta gömd i ihåliga träd. Taipanen tar oftast små byten, exempelvis möss, men stora exemplar kan äta mycket stora bytesdjur.
Taipanen är en av de mest fruktade arterna i ormvärlden, och giftet (toxinet) från ett enda bett skulle kunna räcka till att döda 250.000 möss. Taipanen är en av världens giftigaste ormar. Giftet leder bland annat till förlamning av musklerna, vilket kan göra det omöjligt för bytesdjuret att andas. Dessutom dödar giftet de röda blodkropparna, vilket ytterligare försämrar blodets syresättning. Inom den moderna medicinen finns idag effektivt motgift att tillgå, men en biten människa måste få tillgång till motgiftet mycket snart för att inte avlida. Utan snabb behandling med motgift är dödligheten mycket stor, nära 100 % Bland landlevande ormar är det endast obehandlade bett av svart mamba som har en större andel dödsfall.